# Variante de Puebla de San Julián
La variante de Puebla de San Julián es una variante ferroviaria de 8,8 km de longitud que forma parte del tramo Lugo-Monforte de Lemos de la línea León-La Coruña, en España, y que sustituye al antiguo trazado que pasaba por el casco urbano de Puebla de San Julián, en el municipio de Láncara, provincia de Lugo. Su primera fase se inauguró en 2018.

## Historia
El 30 de noviembre de 2006 el Ministerio de Fomento anunció la adjudicación de las obras de la primera fase de la variante de Puebla de San Julián a la UTE Ferrovial Agromán y Obras Subterráneas, por un total de 90.436.727 euros. Entró en servicio el 23 de abril de 2018.
En noviembre de 2023 el Ministerio de Transportes, Movilidad y Agenda Urbana, a través del Adif, adjudicó las obras de prolongación de la variante de Puebla de San Julián a una UTE integrada por Comsa y Civis Global, por un importe de 18,6 millones de euros. Tiene una longitud de 1,6 km.

## Trazado

### Primera fase
La infraestructura tiene una longitud de 7.206 metros pasando por los municipios de O Corgo, O Páramo, Láncara y Sarria, todos ellos en la provincia de Lugo, y sustituye a los 8.417 metros del anterior trazado. La variante ha permitido suprimir un total de 14 pasos a nivel del anterior trazado.
La plataforma está construida para vía doble pero actualmente está ejecutada una única vía, la izquierda en sentido Lugo. Además está sin electrificar, para dar continuidad al resto de la línea. Está previsto que en el futuro funcione con vía doble electrificada para llevar los servicios de alta velocidad a Lugo.
En el trazado hay dos túneles: As Cortes, de 520 metros de longitud, y Torrente, de 1.387 metros, ejecutado en vía en placa y con salida de emergencia. También tiene cuatro viaductos: dos de vigas prefabricadas, de 329,5 y 145,5 metros, y dos de tablero de hormigón, de 639 y 590 metros. Hay cuatro pasos inferiores y un paso superior sobre la carretera LU-546.
También se encuentra en el trazado de la variante la nueva estación de Puebla de San Julián, situada en la parroquia de Moscán, en el municipio de O Páramo. Sustituye a la estación histórica situada en el centro de la localidad y no tiene servicios de viajeros.
Tiene una velocidad máxima comercial de 160 km/h, superando los 80–95 km/h del antiguo trazado y permitiendo una mejora en los tiempos de viaje.

## Características técnicas
| Número de vías               | 1                 |
| Longitude actual             | 7.206 m           |
| Longitude actual en túnel    | 1.907 m           |
| Longitude actual en viaducto | 1.695 m           |
| Ancho de plataforma          | 13,3 m            |
| Velocidad máxima             | 160 km/h          |
| Señalización                 | ASFA convencional |